# Paositra Malagasy
Pour les articles homonymes, voir La Poste.
Paositra Malagasy  est l’exploitant public du service postal à Madagascar, la poste malgache adhère à l'Union Postale Universelle depuis 1961.

## Réglementation
Elle a été instituée par la loi 93/001 du 28 janvier 1994 portant réforme institutionnelle des secteurs de la Télécommunication et de la Poste.

## Missions
Selon sa loi de création, l’exploitant public poste a pour mission de :
- assurer le service public du courrier sous toutes ses formes dans les relations intérieures et internationales
- assurer tout autre service de collecte, de transport et de distribution d’objets et marchandises
- offrir des prestations relatives aux moyens de paiement et de transfert de fonds ainsi qu’aux produits d’épargnes et des placements de fonds

## Activités
En 2015, Paositra assure une présence postale par ses 218 bureaux en plein exercice, 23 bureaux ruraux, 58 agences postales et également 115 points Paositra. Elle a comme principales activités :
- les Services postaux
- les Mandats et Chèques Comptes Postaux